# Rejtan
Rejtan, ou La chute de la Pologne (en polonais : Rejtan. Upadek Polski) est une peinture à l'huile de l'artiste polonais Jan Matejko, achevée en 1866. Elle représente la protestation de Tadeusz Rejtan (visible en bas à droite de l'œuvre) contre le premier partage de la Pologne lors de la Diète de Partition de 1773. Député à la Diète de la République des Deux Nations, Tadeusz Rejtan est connu pour son opposition à ce partage en 1773 ; il tente physiquement d'empêcher les délégués de quitter la chambre pour en bloquer la ratification. La Diète subit alors une forte influence des puissances étrangères, ses députés étant corrompus ou menacés, tandis que la Russie, la Prusse et l'Autriche justifient leur annexion de territoire polonais comme une réponse aux conflits internes de la Confédération de Bar.
Acquise par le gouvernement polonais en 1920, l'œuvre est exposée publiquement au palais royal de Varsovie depuis 1931, avec une interruption durant la Seconde Guerre mondiale où elle subit un pillage par les forces allemandes. Cette peinture, qui constitue à la fois une représentation d'un événement historique et une Allégorie de la période contemporaine de l'histoire polonaise, figure parmi les réalisations les plus notoires de Matejko et symbolise une protestation émotionnelle,.